# Гергард Бертольд
Гергард Бертольд (нім. Gerhard Berthold; 18 березня 1891, Шнеберг, Німецька імперія — 14 квітня 1942, Зайцева Гора, РРФСР) — німецький воєначальник, генерал-лейтенант вермахту (10 червня 1943; посмертно заднім числом від 1 квітня 1942). Кавалер Лицарського хреста Залізного хреста.

## Біографія
В 1913 році вступив в Саксонську армію. Учасник Першої світової війни. Після демобілізації армії залишений в рейхсвері. З 26 серпня 1939 року — командир 82-го піхотного полку. Учасник Польської кампанії. З 1 грудня 1939 року — командир 17-го піхотного полку. Учасник Французької кампанії та Німецько-радянської війни. З 15 серпня 1941 року — командир 31-ї піхотної дивізії. Учасник битви за Москву. З 20 січня по 1 лютого 1942 року виконував обов'язки командира 43-го армійського корпусу, після чого повернувся в свою дивізію. Загинув у бою.

## Нагороди
- Залізний хрест 2-го і 1-го класу
- Нагрудний знак «За поранення» в чорному
- Почесний хрест ветерана війни з мечами
- Медаль «За вислугу років у Вермахті» 4-го, 3-го, 2-го і 1-го класу (25 років)
- Медаль «У пам'ять 1 жовтня 1938 року»
- Застібка до Залізного хреста
  - 2-го класу (15 вересня 1939)
  - 1-го класу (1 жовтня 1939)
- Нагрудний знак «За поранення» в сріблі
- Лицарський хрест Залізного хреста (4 грудня 1941)
- Медаль «За зимову кампанію на Сході 1941/42»